# Microxydia warreni
Microxydia warreni är en fjärilsart som beskrevs av Paul Dognin 1916. Microxydia warreni ingår i släktet Microxydia och familjen mätare. Inga underarter finns listade i Catalogue of Life.